# Верьовкін Микола Миколайович
Микола Миколайович Верьо́вкін (рос. Николай Николаевич Верёвкин; нар. 1877, Санкт-Петербург — пом. 1940) — російський архітектор.

## Біографія
Народився у 1877 році в Санкт-Петербурзі. Протягом 1896—1901 років навчався у Петербурзькому інституті цивільних інженерів, протягом 1902—1906 років в Петербурзькій академії мистецтв. За проєкт кафедрального собору для губернського міста одержав звання художника-архітектора. Працював у петербурзькому страховому товаристві «Саламандра».

## Споруди

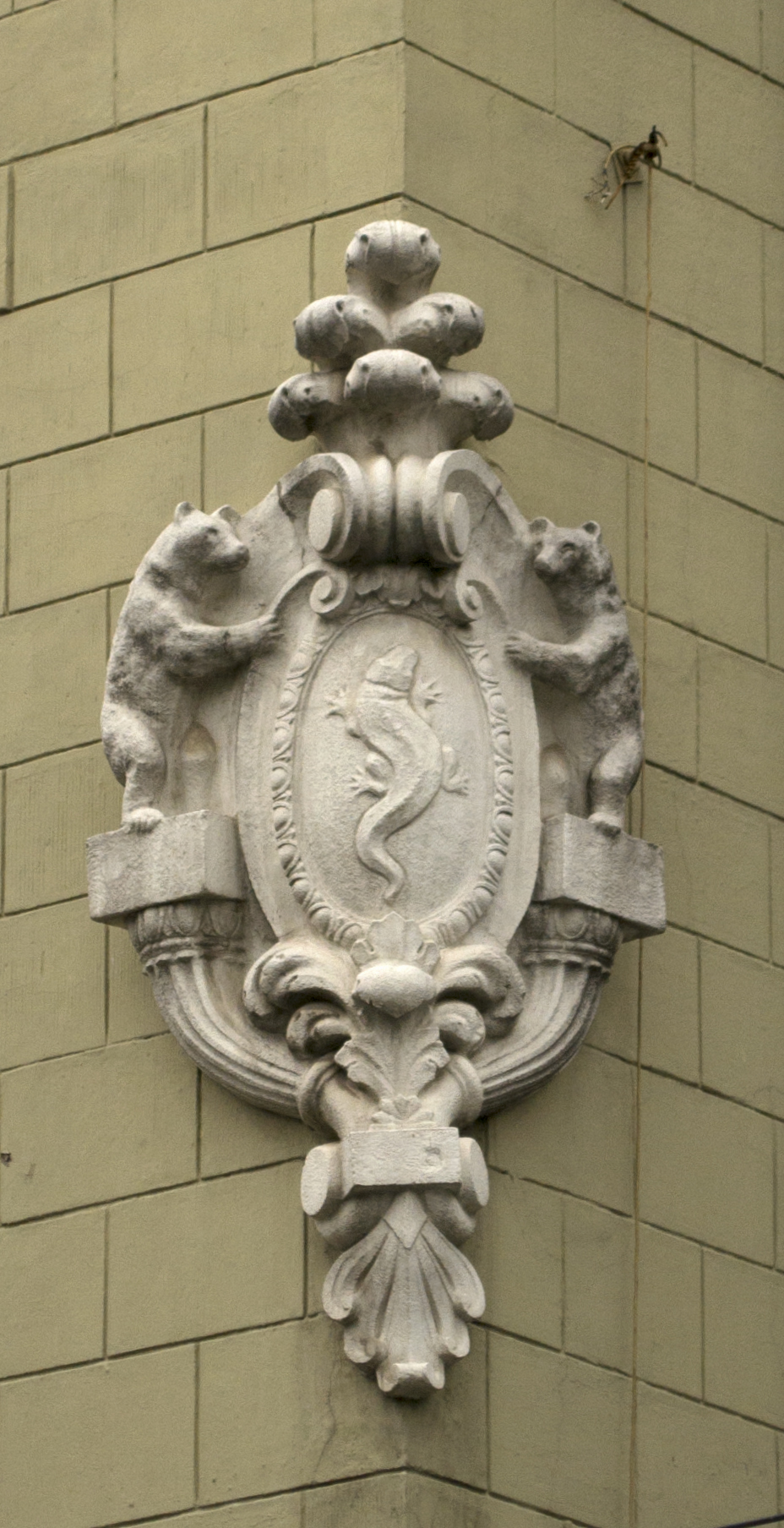
Картуш на будинку на вулиці Сумській, 17

В архітектурі використовував форми неокласицизму та неоампіру. За його проєктами побудовано:
у Санкт-Петербурзі
- споруди заводу «Нова Баварія» на Петровському проспекті № 9;
- будинок страхового товариства «Саламандра» на вулиці Гороховій № 4 (у співавторстві), № 6;
- особняк О. Криличевської на Кам'яному острові;

у Харкові
- прибуткові житлові будинки на вулиці Римарській, № 22 та № 24 (1915);
- будинок товариства «Саламандра» на вулиці Сумській № 17 (1914—1916, у співавторстві; додав до проєкуту скульптурний картуш з емблемою товариства та фігури).